# Первомайская (Свердловская область)
Первомайская — деревня в Свердловской области России, входит в Ирбитское муниципальное образование. 

## Географическое положение
Деревня Первомайская муниципального образования «Ирбитское муниципальное образование» расположена в 35 километрах (по автотрассе в 40 километрах) к юго-западу от города Ирбит, на правом берегу реки Ирбит (правого притока реки Ница), в устье правого притока реки Чёрная. В окрестностях деревни, в 0,3 километре к востоку проходит автодорога Камышлов – Ирбит.

## История деревни
Другое название деревни – Большая Притыка.

## Население
| 2002 | 2010 | 2021 |
| ---- | ---- | ---- |
| 185  | ↘142 | ↘135 |